# Joy Smith
Joy Ann Smith (née le 20 février 1947 à Deloraine, Manitoba) est une femme politique canadienne

## Biographie
Elle a été députée à la Chambre des communes du Canada, représentant la circonscription manitobaine de Kildonan—St. Paul de 2004 à 2015 sous la bannière du Parti conservateur du Canada. Elle a également été députée progressiste-conservatrice à l'Assemblée législative du Manitoba de 1999 à 2003. Elle ne s'est pas représentée lors des élections générales de 2015.